# Tozé Santos
Pour les articles homonymes, voir Tozé.
Tozé Santos, de son nom complet António José Saúde dos Santos, est un footballeur portugais né le 17 juillet 1957 à Lisbonne. Il jouait au poste de milieu de terrain.

## Biographie
Tozé Santos commence sa carrière au sein des équipes juniors de l'Atlético CP en 1973. Il rejoint les rangs professionnels en 1978 au GS Loures mais ne dispute aucun match officiel avec cette équipe,.
Après des passages au Vitória Clube de Lisbonne et à l'Atlético CP, Tozé joue pour le Torreense lors de la saison 1983–1984, inscrivant un but en trois rencontres.
En 1984, il signe au Benfica Lisbonne, l'un des plus grands clubs portugais. Bien qu'il n'y joue que 9 matchs, il remporte la Coupe du Portugal avec l'équipe lors de la saison 1984-1985.
Il dispute également deux rencontres de Coupe des clubs champions en 1984-1985.
Tozé poursuit sa carrière avec le Marítimo, l'Académica OAF, et le Leixões, où il accumule 36 apparitions entre 1987 et 1989.
Il termine sa carrière avec des passages plus courts au Lusitano VRSA, au SCU Torreense (de nouveau), et enfin au FC Barreirense lors de la saison 1991–1992.

## Palmarès
Benfica Lisbonne
- Coupe du Portugal :
  - Vainqueur : 1984-85.